# Shrek (Schaf)

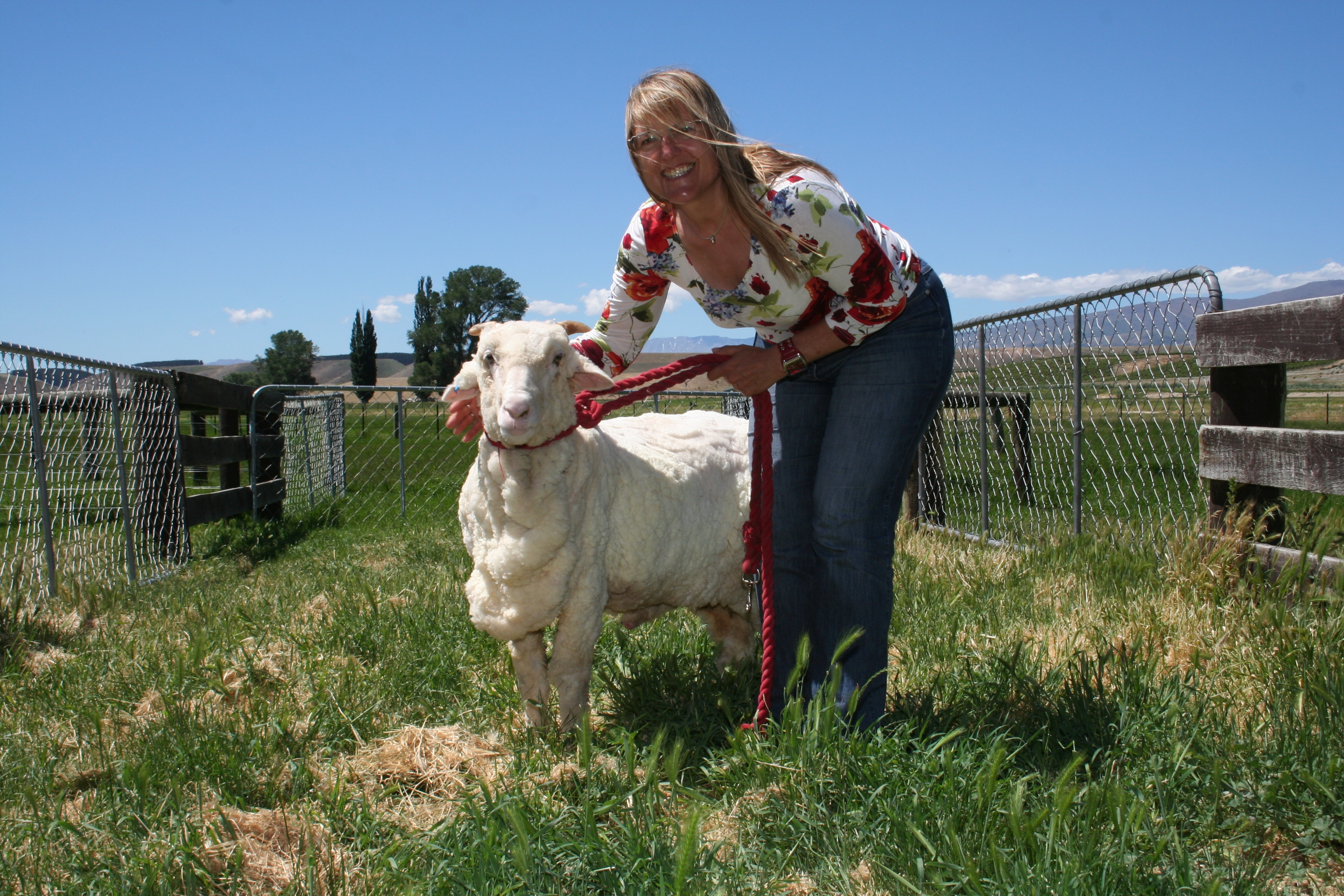
Shrek 2008, ungeschoren mit normaler Wolle

Shrek (* etwa 1994; † 6. Juni 2011) war ein Merinoschaf in Neuseeland, das landesweite Bekanntheit erlangte.
Shrek war eines von 17.000 Schafen auf einer 11.000 Hektar großen Farm in Tarras. Ihm gelang es bis 2004 sechs Jahre lang, dem Scheren zu entgehen, indem es sich in Höhlen versteckte. Fernsehübertragungen seiner Ergreifung und der anschließenden Schur, die ebenso live übertragen wurde, brachte ihm enorme Popularität ein. Als es geschoren wurde, kamen 27 kg Wolle zusammen.
Im Mai 2004 traf es im neuseeländischen Parlament mit Premierministerin Helen Clark zusammen. Durch Tourneen verdiente sein Besitzer John Perriam pro Auftritt 16.000 Neuseeland-Dollar. Insgesamt spendete er von den Einnahmen rund 150.000 Dollar an die Neuseeländische Kinderkrebshilfe. Ferner wurde Shrek Hauptfigur mehrerer Kinderbücher.
Am 6. Juni 2011 wurde es auf tierärztlichen Rat hin wegen altersbedingten Krankheiten eingeschläfert. Shrek steht heute ausgestopft im neuseeländischen Nationalmuseum von Te Papa.